# Aspach-le-Haut
Aspach-le-Haut (en alsacià Eweràschbàch) és un municipi francès, situat a la regió del Gran Est, al departament de l'Alt Rin. L'any 2007 tenia 1.600 habitants.

## Demografia
| 1962 | 1968 | 1975 | 1982 | 1990 | 1999  |
| ---- | ---- | ---- | ---- | ---- | ----- |
| 513  | 562  | 561  | 592  | 871  | 1.123 |

## Administració
| Període   | Identitat      | Partit |
| --------- | -------------- | ------ |
| 1972-2008 | André Nuninger |        |
| 2008-     | François Horny |        |